# Hervé Renard
Hervé Renard (ur. 30 września 1968 w Aix-les-Bains) – francuski trener piłkarski i piłkarz, grający na pozycji obrońcy. Od 2024 selekcjoner reprezentacji Arabii Saudyjskiej.

## Rodzina
Dziadkowie od strony matki (z domu Kamińska) pochodzili z Polski. Jego babcia pochodziła z Poznania.  

## Kariera piłkarska
W swojej karierze piłkarskiej Renard był zawodnikiem trzech klubów: AS Cannes w latach 1983–1990, Stade de Vallauris w latach 1991–1997 i SC Draguignan w latach 1997–1998.

## Kariera trenerska
Po zakończeniu kariery piłkarskiej Renard został trenerem. W latach 1999–2001 prowadził SC Draguignan. W latach 2002–2003 był asystentem w chińskim Shanghai Cosco. Natomiast w 2004 roku pełnił funkcję menedżera w angielskim Cambridge United. W 2005 roku został szkoleniowcem AS Cherbourg i prowadził go do 2007 roku. W 2008 roku został mianowany selekcjonerem reprezentacji Zambii i w 2009 roku awansował z nią do Pucharu Narodów Afryki 2010. W 2010 roku prowadził reprezentację Angoli. W styczniu 2011 rozpoczął pracę jako trener algierskiego klubu USM Alger.
22 października 2011 ponownie objął stanowisko selekcjonera reprezentacji Zambii. 12 lutego 2012 roku wraz z zespołem zdobył mistrzowski tytuł podczas Pucharu Narodów Afryki, co jest jego największym trenerskim sukcesem. W latach 2013–2014 był trenerem we francuskim klubie, FC Sochaux.
Od lipca 2014 roku był trenerem reprezentacji Wybrzeża Kości Słoniowej w piłce nożnej. Z jej zawodnikami podczas Pucharu Narodów Afryki 2015 powtórzył sukces z roku 2012 - po zwycięstwie w serii rzutów karnych nad drużyną Ghany wywalczył tytuł mistrzowski. 22 maja 2015 zakończył pracę z reprezentacją Wybrzeża Kości Słoniowej. W 2015 pracował w Lille OSC. Od 16 lutego 2016 był trenerem reprezentacji Maroka, z którą zakwalifikował się na Mistrzostwa Świata 2018. Po dość pechowym dla Maroka mundialu i Pucharze Narodów Afryki 2019 zrezygnował z posady. W lipcu 2019 został ogłoszony selekcjonerem reprezentacji Arabii Saudyjskiej, z którą w marcu 2022 awansował na Mistrzostwa Świata 2022. 26 maja 2022 arabska federacja poinformowała o przedłużeniu kontraktu szkoleniowca do końca 2027.
22 listopada 2022 poprowadził Arabię Saudyjską do sensacyjnej wygranej w fazie grupowej Mistrzostw Świata nad Argentyną (2:1). Przegrywając kolejne dwa mecze (przeciwko Polsce i Meksykowi), reprezentacja zakończyła rywalizację na ostatnim miejscu w grupie. W 2023 był jednym z kandydatów do objęcia stanowiska selekcjonera reprezentacji Polski. Ostatecznie przejął kobiecą reprezentację Francji.